# Mauricio Lomonte

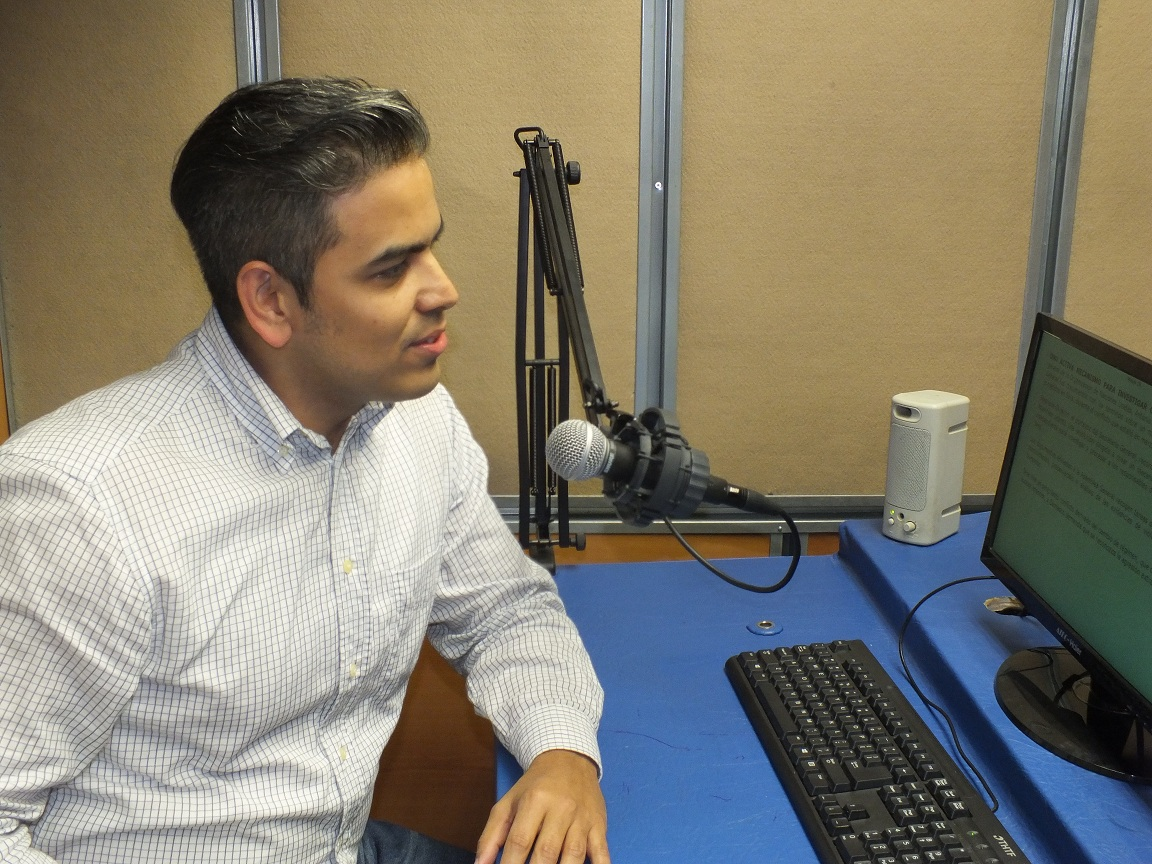
Mauricio Lomonte (2012)

Mauricio Alberto Lomonte Suárez (* 10. Juni 1982 in Havanna) ist ein kubanischer Rundfunk- und Fernsehmoderator.
Lomonte arbeitet in verschiedenen Rundfunkstationen wie Radio Reloj, Radio Rebelde und Radio Taíno. Seit 2014 ist er anerkannt als Moderator von De la Gran Escena im Fernsehen.

## Leben und Karriere

### Kindheit und Jugend
Mauricio Lomonte wurde in Havanna geboren. Er ist väterlicherseits italienischer Abstammung (das ist der Ursprung seines Nachnamens Lomonte).
Bis zu seinem ersten Lebensjahr lebte Lomonte bei seinen Eltern in der Gemeinde Cerro in Havanna, dann lebte er bei seiner Großmutter, die ihn großzog und sich um ihn kümmerte, bis er erwachsen wurde.
Wie er in einem Interview sagte, lernte er lesen in den ersten Lebensjahren, und schon dann spielte er den Ansager, ohne zu wissen, was er tat; seine Ausdrucksweise war immer sehr gut. Weil er sehr schüchtern war und immer noch ist, nahm er an schulischen Ereignissen nie teil.
Es war seine Großmutter, die ihm erzählte, dass seine Mutter einmal die Tests des Ansagers abgelegt und bestanden hatte. Andererseits sagte ihm sein Vater, der in die USA eingewandert war, immer, er sei ein frustrierter Ansager.
In den späten 1990er Jahren machte er sein Abitur in einem Internat.

### Anfänge und Durchbruch
Lomonte war erst 17 Jahre alt, als Tony Reytor, ein Sprecher des COCO-Senders, ihm sagte: „Junge, du solltest deine Stimme ausnutzen.“ Auf diese Weise begann er als Regieassistent bei diesem Radiosender zu arbeiten, ohne sich jedoch einem Mikrofon zu nähern.
Er schrieb sich in Workshops und Voice-Over-Kursen ein. Im Jahr 2000 debütierte er in Kultur- und Informationsräumen. Er arbeitete auch mit Marelis Plasencia zusammen und spielte mit Hilfe von Nelson Moreno die Rolle von Manuel Mendive in einem Kulturprogramm.
Er konnte sein Talent mit großartigen Stimmen verbessern, und zwar mit Meistern wie Antonio Pera und Ángel Hernández Calderín.
Bis dahin ersetzte er den Ansager der Música Viva-Show in Radio Rebelde, aber er erkannte, dass er zu Beginn dieser Erfahrung nicht gut war, weil er zu schnell sprach. Dann wurde ihm empfohlen, bei Radio Reloj zu arbeiten, wo er im Januar 2001 anfing. Er stimmte einigen anderen Kollegen zu, die diesen Radiosender als die eigentliche Schule betrachten, um Voice-over-Profis zu bilden. Im Alter von 18 Jahren sagten ihm alle, er könne ein großartiger Radiosprecher werden. Es war alles in seinem Bestreben, erfolgreich zu sein. Er erinnerte sich an zwei großartige Lehrer: Ibrahím Aput und Laureano Céspedes.
Seine erste Schicht bei Radio Reloj war nach Mitternacht. Daraufhin erklärte er: „Es war harte Arbeit, alle Neuigkeiten mussten in einer Minute gesagt werden und man braucht ein gutes Gespür für Synthese.“ Während dieser Zeit hatte er viel Hilfe von Luis Alarcón Santana, was ihn dazu brachte, laut vorzulesen und Radio Reloj zu hören, wo er immer noch arbeitet.
Am 13. November 2010 wurde in einer Café namens La Arcada neben dem Instituto Cubano de Radio y Televisión eine Begasung durchgeführt, um eine Mäuseplage zu bekämpfen, doch das Begasungsgas gelangte über die Klimaanlage in die Kabine von Radio Reloj. Aus diesem Grund war es notwendig, im Laufe des Vormittags alle Arbeiter aus dem ICRT-Gebäude zu räumen. Lomonte musste wegen der Inhalation des Gases in eine Notaufnahme gebracht werden und wurde später wieder freigelassen. Die Feuerwehrleute evakuierten das Gebäude, während mehrere ICRT-Mitarbeiter mit Augen- und Halsbeschwerden Sauerstoff erhalten mussten. Die Sprecher von Radio Reloj wurden vorübergehend in die Kabinen von Radio Rebelde verlegt, bis der Vorfall geklärt war. Der Vorfall wurde von den Polizeibehörden untersucht. Obwohl zunächst Versionen einer möglichen Sabotage im Umlauf waren, schienen die vor Ort gefundenen Beweise diese Option auszuschließen.
Später, während eines Interviews, das fast achtzehn Jahre nach seinem Beginn bei diesem Radiosender geführt wurde, sagte er über seinen Job: „Es ist harte Arbeit, denn abgesehen davon, dass man das Ausmaß dieser Rundfunkstation kennt, muss man eine ganze Stunde lang sprechen und lesen. Die Nachrichten auf den ersten Blick, ohne Vorbereitung, nehmen den Ansagern viel ab, deshalb braucht es viel Erfahrung, Konzentration und Interpretation, wenn sie auf Sendung sind.“
Nachdem er an einem TV-Casting teilgenommen hatte, wurde er als Nachrichtensprecher für die dritte Ausgabe der Nachrichtensendung des nationalen Fernsehens (NTV) ausgewählt. Gleichzeitig begann er mit der Arbeit an Close Caption und nahm an den Gebärdensprachkursen für Gehörlose und Hypoakustiker (schwerhörige Menschen) teil.

### Erfolg und Ruhm in Kuba durchDe la Gran Escena
Im Jahr 2014 wurde Lomonte Moderator in der Fernsehsendung De la Gran Escena, als der vorherige Moderator, Niro de la Rúa, die Sendung verließ. Mauricio wurde von seinem Regisseur José Ramón Artigas in dieser Fernsehsendung als Ersatz für de la Rúa akzeptiert.
Er gehört außerdem zu den Mitarbeitern  von Radio Rebelde, insbesondere der Nachrichtensendung Portada Rebelde. Im Fernsehen war er in der Nachrichtensendung Buenos Días und in spezialisierten Nachrichtensendungen zu sehen. Seine Stimme wurde bis November 2018 häufig im Programm Cartelera verwendet sowie als audiovisuelles Material, das von der Synchronabteilung des kubanischen Fernsehens verarbeitet wurde.
Er war Moderator einiger nationaler Festivals wie des Bauernmusikwettbewerbs Eduardo Saborit und liefert normalerweise seine Stimme für verschiedene Fernsehwerbespots und andere Materialien aus Kuba und anderen Ländern.
Er arbeitet für Canal Habana und die ANSOC-Nachrichtensendung, die von Montag bis Freitag auf Cubavisión ausgestrahlt wird.
Auf Radio Progreso moderiert Lomonte das Programm Aires de España. Es wird von José María Rodríguez Alonso geleitet und behandelt darin die Regionen Spaniens, seine Geschichte, Kultur und Menschen.
Seit 2011 moderiert er SOS Planeta, ein Hörfunksendung, das vor Schäden am Ökosystem und deren Gefährdung für die Biodiversität warnt. Es umfasst auch andere Themen im Zusammenhang mit Kunst, Philosophie, Wirtschaft, Geschichtswissen und Allgemeinwissen. Aus dieser Hörfunksendung berichtet Lomonte auch regelmäßig über die COVID-19-Pandemie und spricht häufig über die neuesten Fortschritte bei damit verbundenen wissenschaftlichen Untersuchungen. Das Programm SOS Planeta wird von Radio Taíno, dem FM von Kuba, ausgestrahlt.